# Electric Eel Shock
Electric Eel Shock (abgekürzt EES) ist eine dreiköpfige Rockband aus Japan.

## Geschichte

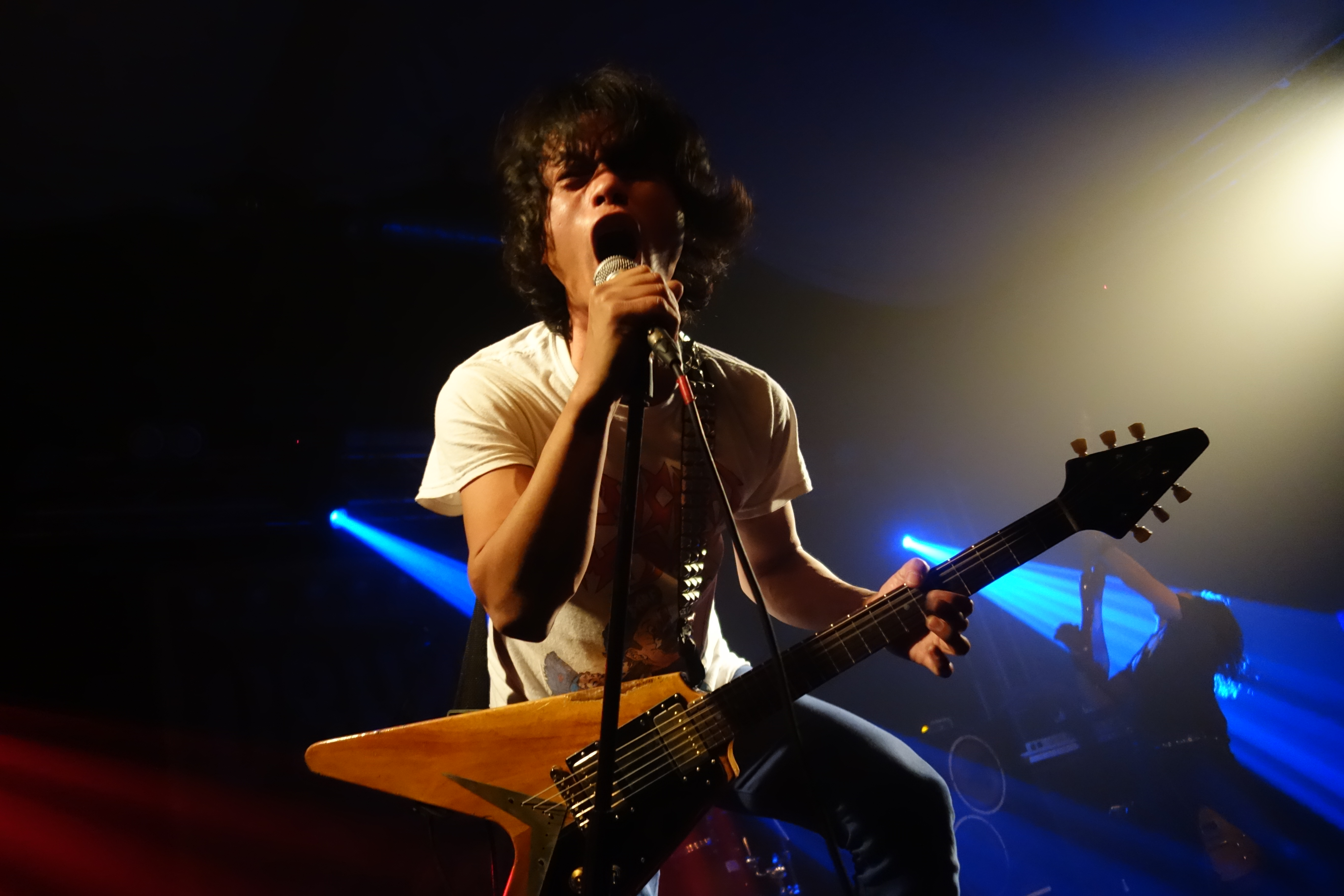
Akihito Morimoto im Club Das Bett in Frankfurt

Akihito Morimoto (Gitarre/Gesang) und Kazuto Maekawa (Bass) lernten sich auf einer Schule in Osaka kennen. Gemeinsam verband sie ihre Vorliebe für britische und amerikanische Hard-Rock-, Heavy-Metal- und Hair-Metal-Künstler wie Black Sabbath, Van Halen, Judas Priest, Ratt und Twisted Sister. Nach ihrem Umzug nach Tokyo und einem Versuch als Pop-Musiker schloss sich Kazuto der Funk-Band The Apollo’s an. Dort traf er Schlagzeuger Tomoharu „Gian“ Ito. Zusammen mit Akihito gründeten sie dann Electric Eel Shock zunächst als Funkband mit einer 11-köpfigen Besetzung. Da man aber so selten proben konnte, entschied man sich in Basisbesetzung weiterzumachen. 1998 brachten sie ihr selbstproduziertes Debütalbum Maybe I think, We Can Beat Nirvana, anschließend das Livealbum Live Punctured heraus. Mit dem 2000er Album Slayers Bay Blues wagten sie eine Konzertreise nach Amerika.
2000 entschloss sich die Gruppe mit ihrem neuen Tourmanager Bob Slayer in die Vereinigten Staaten zu ziehen. Nach einer fast zweijährigen Tour, auf der die Band alleine vom Verkauf von Merchandise und ihren beiden Alben lebte, nahmen sie das Album Go America auf. Das Album wurde ursprünglich als Split-EP mit den Get-Gos in Japan verkauft, dann jedoch um mehrere Tracks ergänzt und als vollwertiges Album verkauft. Ende 2002 ging man auf Einladung eines Fanzine-Schreibers auf eine ausgedehnte Tour durch Großbritannien. Der Hobby-Journalist wurde schließlich ihr Manager und Electric Eel Shock begann zwischen Europa und den USA hin- und herzupendeln. So spielte die Band 2003 auf dem Roskilde-Festival, dem South-by-Southwest-Festival, sowie dem CMJ Music Marathon. Hinzu kam eine Europatournee mit Danko Jones im Vorprogramm. 2004 erschien das Album Go Europe über das Label Bitzcore Records (Europa)/Demolition Records (Großbritannien/Japan), beziehungsweise Go USA! über Gearhead Records.
2005 erschien das Album Beat Me mit Produzent Attie Bauw, der schon mit Judas Priest, Scorpions und The Gathering zusammenarbeitete. Das Album wurde in den Niederlanden aufgenommen. Danach ging die Band wieder auf ausgedehnte Welttournee. Die Zusammenarbeit mit Bauw wurde 2007 mit Transworld Ultra Rock und 2009 mit Sugoi Indeed fortgesetzt. Zur Finanzierung von Sugoi Indeed ist die Band neue Wege gegangen. Über die Website Sellaband wurde das notwendige Budget direkt von den Fans zur Verfügung gestellt.

## Musikstil

Logo mit Peace-Zeichen

Electric Eel Shock stammen aus der Garage-Rock-Szene und spielten anfangs einen Lo-Fi-Stil, der jedoch mit zunehmenden Bekanntwerden immer professioneller wurde. Insbesondere Produzent Attie Bauw hatte daran seinen Anteil. Neben typischen Hard-Rock- und Metal-Einflüssen kamen auf dem Album Beat Me auch vermehrt Krautrock-Elemente in die Musik.

## Diskografie

### Alben
- 1998: Maybe, I Think We Can Beat Nirvana
- 1998: Live Punctured
- 2000: Slayers Bay Blues
- 2002: Go America!
- 2004: Go Europe! / Go USA!
- 2005: Beat Me
- 2007: Transworld Ultra Rock
- 2009: Sugoi Indeed
- 2017: Sweet Generation
- 2024: Heavy Metal Black Belt

### Sonstige Veröffentlichungen
- 2002: Split-CD mit The Get-Gos[6]
- 2003: Do the Metal (Single)
- 2005: Rock & Roll Can Rescue the World/That’s Entertainment (Split-Single mit The Riverboat Gamblers)
- 2007: Big Mistake (Single)
- 2012: Attack America II (Single)